# للقبض علي المفترس
للقبض على المفترس هو مسلسل واقعي أمريكي عبارة عن كاميرا خفية تحقيق مخفاه بواسطة برنامج اخباري تليفزيوني اسمه Dateline ومضيفه كريس هانسن. كان البرنامج مخصص لانتحال شخصيات مراهقين «تحت السن القانوني» ما بين الاعمار 12 – 15 واعتقال الذكور البالغين الذين يحاولون التواصل معهم عن طريق الإنترنت لاقامة علاقات جنسية متبادلة.
كان يتم استدراج الاشخاص للفخ تحت ذريعة الاتصال الجنسي، ثم يتم مواجهتهم والتحقيق معهم عن طريق هانسن واخيرا القاء القبض عليهم من قبل الشرطة المحلية. تم عرض المسلسل لأول مرة في نوفمبر 2004، وقدم 12 قضية قيد التحقيق في انحاء الولايات المتحدة.
التحقيقات كانت ملخصة كعمليات سرية بمساعدة Watchdog group Perverted-Justice وايضا تضبيق القانون والمسؤولين كانوا مساهمون في التحقيقات وساهم ذلك في إجراء القبض علي معظم الافراد. وتم عرض حلقات جديدة منذ ديسمبر 2015. WBRE في ولاية كنساس و KSHB في ميلووكيWTMJ NBCالشركات التابعة لل في ويلكس بار قاموا بعمل نسخة عامه شبيه ب«للقبض علي المفترس». وتم عمل برامج متعددة تم عرضها ب رؤية مختلفة مثل «للقبض علي المخادع» و «للقبض علي سارق الهويات» و«للقبض علي لص السيارات» وايضا برنامج للقبض علي سارقين الايبود. Crime &investigation Networkو FX للقبض علي المفترس تم عرضه علي في المملكة المتحدة. في أستراليا ونيوزيلندا Crime &investigation Networkو في البرتغال Fox Crime.

## روابط خارجية
- للقبض علي المفترس على موقع IMDb (الإنجليزية)
- للقبض علي المفترس على موقع قاعدة بيانات الفيلم (الإنجليزية)